# Salvelinus neocomensis
Espèce
Statut de conservation UICN

 EX  : Éteint
Salvelinus neocomensis est une truite d'eaux profondes éteinte, dont on ne connaît l'existence que par trois spécimens qui furent pêchés dans le lac de Neuchâtel en 1896, 1902 et 1904.
Cette rare truite endémique vivait dans les profondeurs du lac, en dessous de 80 m, et mesurait environ 15 cm. Il semblerait que ses flancs étaient jaunes ce qui lui a valu son nom local Jaunet. Des recherches menées dans les années cinquante et en 2003 n'ont pas pu confirmer la survie de cette espèce.
Une espèce similaire, Salvelinus profundus vivait dans les profondeurs du lac de Constance et est elle aussi éteinte.